# چوکو چوکونی
چوکو چوکونی (به اسپانیایی: Chuqu Chuquni) یک کوه در پرو استو چوکو چوکونی ۵٬۰۰۰ متر بالاتر از سطح دریا واقع شده‌است.